# Русская идея

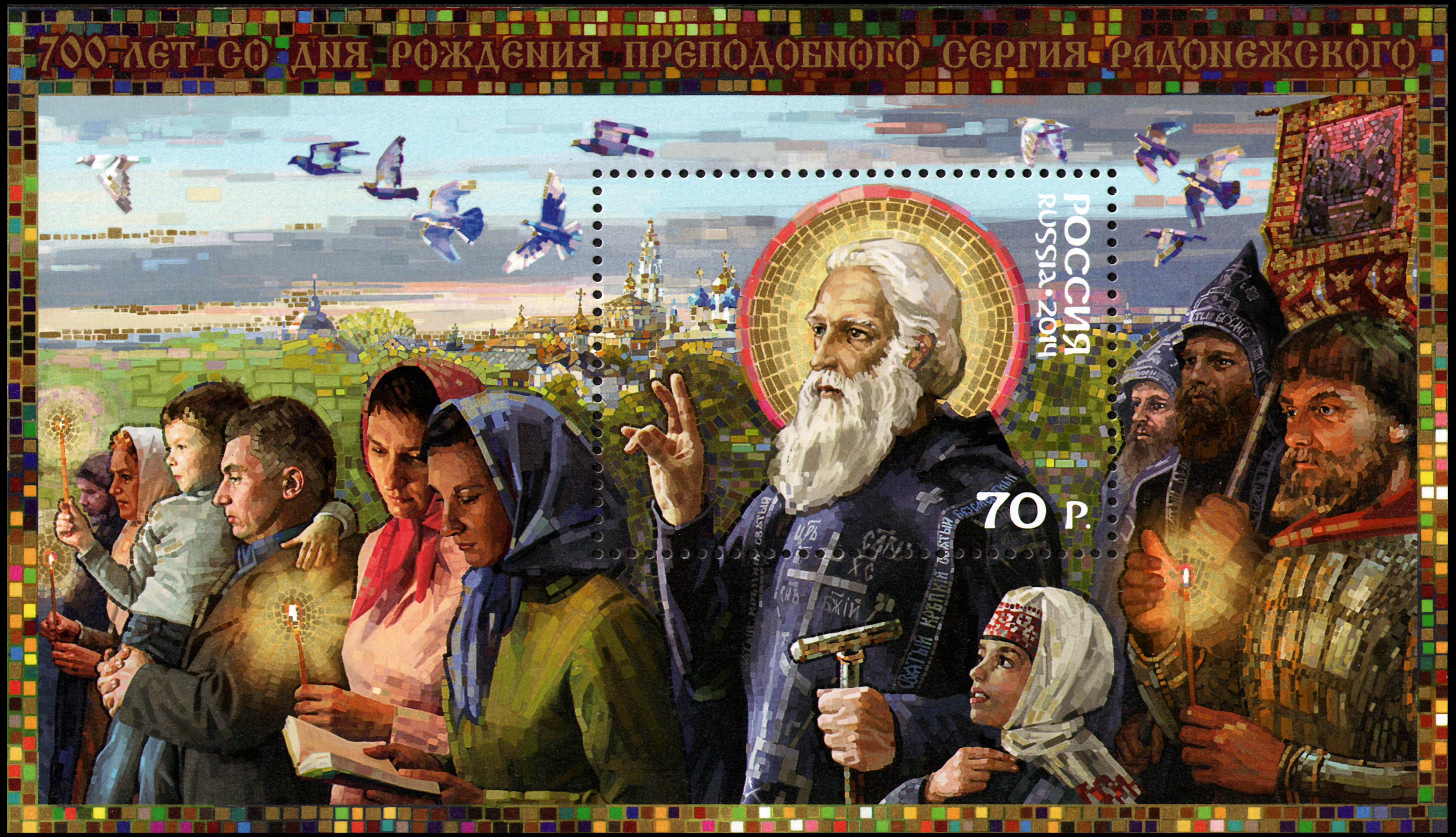
Почтовый блок России, 2014, 700 лет со дня рождения преподобного Сергия Радонежского, художник C. Ульяновский. Справа Пересвет и Ослябя

Русская идея — философский термин, ряд концепций, выражающих идеи исторической уникальности, особого призвания и глобальной задачи русского народа и, в более широком смысле, Российского государства. Может быть связана с русским национализмом.

## История
Вопрос о своеобразии России и призвании русского народа впервые поставил Пётр Чаадаев, однако позитивного ответа он так и не дал. Свои версии ответа Чаадаеву предложили славянофилы (критика вестернизации и апология православия).
Под влиянием славянофилов находилось более позднее течение почвенничества, продолжившее развивать понятие «народность». Фёдор Достоевский, Аполлон Григорьев, Николай Страхов выработали ответы на критику в отношении славянофилов и переосмыслили понимание русской национальной идеи.
Непосредственно сам термин «русская идея» введён Фёдором Достоевским в 1860 году. Современный русский философ А. В. Гулыга писал: «Русская идея Достоевского — это воплощённая в патриотическую форму концепция всеобщей нравственности».
Существенный вклад в развитие русской национальной идеи внесла теория культурно-исторических типов, разработанная Николаем Данилевским. Данилевским впервые идеи славянофильства были перенесены из религиозно-этической сферы в естественнонаучную, создав традицию «биологического национализма». Данилевский отвергал европоцентризм и развивал циклическую концепцию множественности цивилизаций. Он писал об уникальности, «четырехосновности» славяно-русского культурного типа.
Термин «русская идея» стал известен за пределами России после чтения доклада философа Владимира Соловьёва «Русская идея» в Париже в 1888 году. Соловьёв использовал этот термин для объяснения русского самосознания, культуры, национальной и мировой судьбы России, российского христианского наследия и будущности, включая пути соединения народов и преображения человечества. Общий замысел Соловьёва относится к периоду, когда мыслитель разочаровался в идеях, сближавших его со славянофилами, что русский народ является носителем будущего религиозно-общественного возрождения для всего христианского мира. Доклад Соловьёва 1888 года «Русская идея» раскрывал тему «о смысле существования России во всемирной истории». Русская идея Соловьёва совпадает с идеей христианского преображения жизни, построенной на идеалах истины, добра и красоты. Для русской идеи чужда любая односторонняя этническая ориентация, в частности, вытекавшая из панславизма, в чём Соловьёв сближается с религиозно-консервативным философом Константином Леонтьевым. Соловьёв призывал к единству Востока и Запада в рамках учения о всемирной теократии. Эти формулировки соответствуют философии всеединства Соловьёва. Русская идея Соловьёва и идея Достоевского о «всемирной отзывчивости» русской души имели большое значение для развития русской философии, и, по мнению современного философа Михаила Маслина, послужила обоснованием культурного подъёма, наблюдавшегося в России начала XX века.
Термин широко использовался в конце XIX и начале XX века такими русскими философами как Евгений Трубецкой, Василий Розанов, Вячеслав Иванов, Семён Франк, Георгий Федотов, Лев Карсавин.
Классический жанр сочинений о русской идее окончательно сформировался в 1910-е годы. В этом жанре писали многие ведущие русские мыслители. Жанр характеризуется особой образностью, не ограниченной выработкой однозначного «научного» определения русской идеи. Большой вклад внёс Василий Розанов в своих работах «Уединённое» (1912), «Опавшие листья» (1913, 1915), «Апокалипсис нашего времени» (1917—1918).
После Октябрьской революции идеология национализма развивалась русской эмиграцией. Ряд авторов внёс как апологетический, так и критический вклад в понимание русской национальной идеи: Иван Ильин, Иван Солоневич, Николай Бердяев, Николай Трубецкой, Георгий Федотов, Николай Устрялов и другие.
Согласно Льву Карсавину, главному философу евразийства, русская идея, которая рассматривалась Соловьёвым и Достоевским в качестве обращённого в будущее религиозно-общественного идеала, должна пониматься более узко и определённо, как конкретизация «субъекта русской культуры и государственности». Евразийцы выступали за создание «россиеведения» — нового полидисциплинарного учения, соединяющего труды философов, обществоведов, естествоиспытателей. В рамках этого направления русская идея получила более конкретное и многостороннее культурологическое, этнологическое и, по выражению философа-евразийца Петра Савицкого, «геософское» обоснование. Основатель евразийства Николай Трубецкой считал, что для России плодотворно «экономическое западничество» — следование западной экономической модели, и в то же время осуждал «космополитизм» и «интернационализм» как неприемлемые для России формы ложного «стремления к общечеловеческой культуре».
Философ Иван Ильин отвергал «утопический этатизм» евразийцев, рассматривая и Февральскую и Октябрьскую революции как катастрофу российской государственности. Он считал необходимым реабилитацию ценностей консерватизма и обоснование русского национализма и патриотизма, которые он рассматривал не как политико-идеологические, а как духовно-культурные явления. Не вступая в прямую полемику с Достоевским и Соловьёвым, Ильин, тем не менее, определённо высказался против «христианского интернационализма», понимающего русских как «какой-то особый „вселенский“ народ, который призван не к созданию своей творчески-особливой, содержательно-самобытной культуры, а к Претворению и ассимиляции всех чужих, иноземных культур». По определению Ильина, русская идея — совокупность понятий, выражающих историческое своеобразие и особое призвание русского народа.
Вершиной классического жанра сочинений о русской идее, по мнению Μ. Α. Маслина, является книга религиозного и политического философа Николая Бердяева «Русская идея. Основные проблемы русской мысли 19 века и начала 20 века» (Париж, 1946). По существу автор отвергает русскую идею Соловьёва. Не отрицая христианские перспективы русской идеи, он в то же время писал о наличии собственных национальных, духовно-метафизических интересов России, что, по его мысли, стало главным следствием последнего для его времени этапа развития российской мысли. Согласно Бердяеву, России не удалось принять новоевропейский гуманизм с его формальной логикой, «секулярной серединностью». Бердяев призывал двигаться вперёд к эпохе Святого Духа, к новой коммюнотарности — общественности, соборности. Метафизика национального духа Бердяева характеризуется восприятием русской интеллектуальной истории как целостности, без изъятий и перерывов её органического развития.
Бердяев и Ильин одними исследователями относятся к националистам, другими — к числу христианских мыслителей.
Русская идея содержит представление о русских как народе-богоносце. Этим подчёркивается вселенский характер русской идеи, её соборность и универсализм. Приверженцы русской идеи представляют что Россия имеет глобальное значение и важна для всеобщего христианского спасения.
Русская идея приобрела особую актуальность после распада Советского Союза и последовавшего за этим духовного вакуума. Специальная конференция «Русская идея» была проведена РАН и РФО в 1992 году в Москве.
Русский философ А. В. Гулыга в 2003 году писал: «Сегодня русская идея прежде всего звучит как призыв к национальному возрождению и сохранению материального и духовного возрождения России. Русская идея актуальна сегодня как никогда, ведь человечество (а не только Россия) подошло к краю бездны… Русская идея — это составная общечеловеческой христианской идеи, изложенная в терминах современной диалектики».
В числе современных православных писателей присутствуют теоретики, которые, подобно Ильину и Бердяеву подчёркивают, преимущественно, в полемических целях, национальный аспект, но в целом остаются в рамках христианских ценностных и смысловых представлений. С этим течением связан универсализм, «всечеловечность» классической русской культуры, о которой писал Достоевский. Исследователи А. А. Иванов, А. Л. Казин и Р. В. Светлов утверждают, что этот «всемирный пафос русской мечты о правде позволил России многие века возглавлять многонациональную Империю — подчас даже в ущерб родовому русскому началу как таковому. Собственно, в этом и состоит русская идея. Все великое требует жертвы, и русский народ эту жертву принес и приносит».
Монархический публицист Михаил Назаров изображал Запад как «апостасийную цивилизацию», а «тайну беззакония» связывал с «западными еврейскими и масонскими кругами». Сутью современности Назаров называл противостояние «Нового мирового порядка» и «Русской идеи». Первую он считал «царством антихриста», вторая была для него связана с «удерживающей монархией».
Британский теософ Элис Бейли, одна из основателей нью-эйдж, в рамках которого ожидается наступление эры Водолея, предоставляла России особое место в обновлённом мире. По её мнению, именно из России должна прийти новая общечеловеческая религия, которая зальёт человечество «Солнцем Правды».
Отличное от традиционной русской философии понимание русской идеи распространено в среде сторонников этнического русского национализма, русского неонацизма и русского неоязычества. Русские рассматриваются как лучшие представители «белой» или «арийской расы»: как наиболее древний народ (создавший культуру, письменность и цивилизацию для всего человечества) или наиболее чистые в «расово-биологическом» смысле или лучше других сумевшие сохранить традиционные «арийские» ценности и культуру. Русским приписывается историческое и культурное или расовое превосходство над другими народами. Главными врагами русских и «арийской расы» считаются евреи и иудаизм. Эта идеология включает русское мессианство: русский народ считается единственной силой, способной противостоять мировому злу и повести за собой остальной мир. «Арийская» русская идея ставит перед Россией задачу построения аналога Четвёртого рейха, новой «арийской» империи мирового масштаба. Русский арийский миф отвергает любые территориальные споры, поскольку русский народ изображается абсолютно автохтонным на всей территории Евразии. Реже встречается модель сепаратизма отдельных русских регионов. Предполагается раздробление России на несколько русских национальных государств, лишённых этнических меньшинств. В обоих случаях считается, что сплочение общества в новом государстве должно строится на единой «родной вере».
Александр Асов, популяризатор «Велесовой книги» и идеолог неоязычества, писал, что «поиск объединяющей здоровые силы общества Русской Идеи» должен заключаться в обращении к исконной «русской национальной традиции». Неоязыческий автор В. М. Кандыба утверждал, что Вселенная была создана Божественной мыслью, которая и является русской идеей, одновременно заявляя, что русская идея является «объективным результатом космической эволюции». Суть русской идеи он видит в том, что русский народ произошёл из Божественного света и в будущем снова превратится в «единый вид лучистой энергии». «Если мы, русские, потеряем чувство ответственности за нравственное содержание человеческих мыслей, то Землю постигнет апокалиптическая катастрофа… Мы, русские, носители „Русского духа“ и „Русской идеи“, являемся народом-богоносцем, духовным космическим феноменом, на котором пока ещё держится земная цивилизация». Под влиянием евразийцев Владимир Авдеев (позднее создатель учения «расология» о превосходстве «нордической расы» над другими) писал, что, поскольку Россия была прародиной «ариев» («арийцев»), именно её народы призваны повести остальной мир «к высотам новой духовности» и объединить все «новые религии» и нетрадиционные культы в глобальное экуменическое единство. Он призывал заменить православие зороастризмом («арийской» религией) и провозглашал наступление эпохи «русской идеи» без Христа. Националистический автор А. И. Белов, сторонник «арийской» идеи, называющий себя «палеонтологом» и «палеоантропологом», писал, что суть русской идеи состоит в «божественном происхождении русского народа».
Ряд русских националистов, пытавшихся сформулировать «русскую идею», со временем отказались от «советских» или «державно-монархических» идей и стали сторонниками русского неоязычества. Это язычество они понимали его не как религию, а как идеологию, в которой остро нуждается русский народ. К числу таких авторов относятся художник и публицист Игорь Синявин, поэт Алексей Широпаев, вначале позиционировавший себя как сторонника империи и теоретика «православного фашизма», а затем объявивший себя «язычником» и «регионалистом», национал-демократ Пётр Хомяков, вначале занимавший православные позиции, а затем склонившийся к неоязычеству.
Собственный взгляд на русскую идею представил современный российский писатель Виктор Пелевин, что наиболее полно выражено в романе «Generation „П“».
По мнению писателя и философа Юрия Мамлеева, русская идея настолько грандиозна, что она не укладывается в рамки земной исторической России и может найти своё воплощение в иных мирах.

## Критика
Некоторые исследователи (А. Л. Янов, 1988) полагают, что за русской идеей скрываются геополитические амбиции, а также идеология российского великодержавного шовинизма и империализма. Оппонируя схожим точкам зрения Янова и статьи журнала «Коммунист» А. В. Гулыга писал, что не стоит удивляться совпадению взглядов антикоммуниста и посткоммуниста, так как «в том и другом случае перед нами стремление скомпрометировать духовную историю России».
Французский историк Лоррейн де Мо, специализирующаяся на истории России, для объяснения конституции русской идеи исходит из ресентимента России из-за отношения к ней европейских стран. Россия прошла два этапа девестернизации. С 1830 года раскол между Западом и Востоком был актуализирован славянофильским дискурсом, рассматривавшим русских как авангард славян. В 1880-х годах русская идея была связана с политикой экспансии в Азии и привела к оправданию колониальных завоеваний, что исследователь называет выражением нового мессианизма с азиатским характером. В настоящее время кризис русской идентичности можно объяснить, в частности, тем, что впервые за почти двести лет Россия не знает своего предназначения. Потеря Империи (СССР) положила конец русской идее в том виде, в каком она определялась с XIX века.
Существует мнение, что основное противоречие русской идеи с Западом лежит в области отношений общества и государства. Если на Западе исторически возобладал принцип «государство для людей, а не люди для государства», то «русская идея» предполагает подчинение общества бюрократии, использующей государство в своих собственных корыстных интересах. Наблюдатели отмечают, что сакральный статус государства был характерен как для имперского, так и для советского периода российской истории.